# Іванов Костянтин Васильович
Костянти́н Васи́льович Івано́в (чув. Пăртта Кĕçтентинĕ, рос. Иванов Константин Васильевич) (нар. 25 травня 1890,Слакбаш, Уфимська губернія, Російська імперія — †26 березня 1915, там само (нині Слакбаш, Белебеївський район, Башкортостану) — чуваський поет, зачинатель чуваської літератури.

## З життєпису
З 1903 року навчався в Симбірській чуваській учительській школі, але 1907 був звідти виключений за участь у бойкотуванні викладачів, які відрізнялися шовіністичними поглядами. Завдяки клопотанню інспектора школи, відомого чуваського просвітителя І. Я. Яковлєва, був залишений при школі як перекладач на чуваську мову і звання народного вчителя одержав, лише здавши екзамен екстерном (1909).
Помер від туберкульозу.
Протягом 1907—1908 років написав низку поетичних творів у дусі народної творчості: віршовану казку «Дві дочки» (чув. «Икě хěр»), балади «Залізна м'ялка» (чув. «Тимěр тылă») та «Вдова» (чув. «Тăлăх арăм»), оповідь «Голодні» (чув. Выçă аптранăскерсем»), публіцистичний вірш «Наш час» (чув. «Хальхи самана»), ліричні поезії «Думи старого лісу» (чув. «Ватă вăрман шухăшě»), «Осінь» (чув. «Кěркунне») та інші, а також трагедію «Раб диявола» (чув. «Шуйттан чури»). Творчість першого чуваського поета пройнята протестом проти соціального та національного пригноблення, любов'ю до рідного краю.
Вершина поетичного доробку Іванова — це ліро-епічна поема «Нарспі» про долю безправної чуваської жінки. Завдяки цьому твору Костянтин Іванов увійшов у історію як чуваський класик. Українською мовою цю поему переклав Ярослав Шпорта (вийшла окремим виданням 1953 року).
|                                         | «Нарспі» — це національне диво, вершинний блиск дореволюційної чуваської поезії |
| — Педер Хузангай, народний поет Чувашії |                                                                                 |

Іванов першим серед чуваських поетів почав використовувати силабо-тонічний вірш (хоча тільки в перекладах з російської; остаточно цю реформу чуваської поетики здійснив Сеспель).
Костянтин Іванов відомий також як педагог, фольклорист, перекладач (перекладав з російської твори М. Лермонтова, М. Некрасова, О. Кольцова, М. Огарьова).